# Vazquez Sounds
Vazquez Sounds — це музичне тріо, яке створено рідними братами і сестрою — (клавішні/гітара/бас-гітара) Абелардо (Abelardo), (ударні) Ґуставо (Gustavo) і (вокал) Ангела (Angela) Васкес (Vázquez) (вік 18, 16 та 14 років відповідно в 2014 році) у місті Мехікалі, штату Нижня Каліфорнія в Мексиці. Вони стали відомі своєю кавер-версією пісні Adele «Rolling in the Deep», яка отримала більш як 100 мільйонів переглядів, ставши сенсацією інтернету, і навіть принесла їм ефірний час на іспанському телебаченні, CNN en Español, VH1 та Good Morning America.
На теперішній момент записали 11 кавер-версій:
- Rolling in the Deep (Cover),
- All I Want For Christmas Is You (Cover),
- Forget You (Cover),
- The Show (Cover),
- I Want You Back (Cover),
- Let it be (Cover),
- Skyscraper(Cover)
- I Love Rock`N`Roll
- Blowin' in the Wind
- Complicated
- Best Day Of My Life

А також свої пісні (не в порядку виходу)
- Cuando La Noche Llega
- El Dolor Se Fue
- En Mi, No En Ti
- Grasias a ti
- Invencible
- Me Haces Despegar
- Me Voy, Me Voy
- Te Sonare
- Tu Amor Me Salvarb
- Vitamina D
- Volare

## Особисте життя
Абелардо, Ґуставо та Ангела Васкес на сьогодні ходять в школу. Вони є дітьми Ґлорії Васкес та музичного продюсера Абелардо Васкеса, який працював з такими мексиканськими гуртами, як Reik, Nikki Clan and Camila. Vazquez Sounds користуються студією свого батька, щоб робити записи та редагувати свою музику.

## Кар’єра
Vazquez Sounds випустили свої обкладинки «Rolling in the Deep» Адель 10 листопада 2011 року на YouTube. Сингл попав у мексиканський Топ 100 Chart, досягнувши сьомого місця, і став платиновим в AMPROFON. 12 грудня 2011 року, було повідомлено, що тріо підписало контракт з Sony Music. Вони випустили свій другий сингл, виконавши «Все, що я хочу на Різдво», 13 грудня 2011 року. 17 січня 2012 року, вийшов кавер «Forget You» за Cee Lo Green.
Ангела Васкес, знаніша як Енджі, робить вокал для гурту. Вона народилася 17 січня 2001 року, і їй 11 років. Енджі хоче бути гарною матір’ю, коли підросте, і все ще грається зі своїми ляльками. Їй подобається кататися на велосипеді, і в школі її найулюбленіший предмет - науки. Ангела любить своїх батьків, які підтримують гурт, і дуже близька зі своїми братами. Вона також є великою шанувальницею Адель.
Ґуставо Васкес грає на ударних, любить футбол і бейсбол. Йому тринадцять років. Він грає на барабанах з семирічного віку. В школі йому добре дається математика. ComplicatedШанувальник Рокер Тревіс.
Абелардо Васкес грає на гітарі, бас, фортепіано. Він навчався на бас-гітарі свого батька. Любить футбол, теніс та інші ігри. Є шанувальником Джона Маєра і Maroon 5.